# 항원제시세포
항원제시세포(抗原提示細胞, 영어: antigen-presenting cell, APC)는 짧은 서열의 단백질 조각을 세포내이입한 후, 세포 내에서 더 짧게 자른 후, 제2형 주조직 적합성 복합체(type II MHC)로 항원 제시를 할 수 있는 세포의 총칭이다. 주요한 것으로는 B 세포, 대식세포, 수지상 세포가 있다. 이들은 체내에서 세포성 면역을 담당하는 주요한 세포들이다. 이들의 역할은 외부의 물질이 들어 왔을 때, 그것을 세포내이입한 후 항원으로써 제시를 함으로써, T세포가 제시된 항원을 인식할 수 있도록 해주는 것이다. 

## 작용 기작
외부의 물질 중 단백질은 세포 내의 여러 분해 세포소기관에 의해 짧은 길이로 분해된다. 세포가 세포내이입으로 받아들일 수 있는 정도의 크기로 분해된 펩타이드 사슬은 세포내이입 작용으로 엔도솜의 안쪽에 유지되면서 항원제시세포의 세포질로 들어가게 된다. 세포내이입으로 세포질 속으로 들어온 엔도솜은 리소좀과 융합을 하게 되는데, 이때 리소좀 막에 제2형 주조직 적합성 복합체가 있다. 리소좀 내의 여러 분해 효소들에 의해 단백질은 짧은 펩타이드 조각으로 분해된다. 약 12~20개의 아미노산으로 된 펩타이드 조각들이 제2형 주조직 적합성 복합체와 결합을 하게 된다(이때의 결합은 공유 결합이 아니다. 제2형 주조직 적합성 복합체는 구조상 펩타이드가 쏙 들어갈 수 있는 부분을 가지고 있다). 리소좀은 그 후에 다시 원형질막과 융합하게 되고, 이때 비로소 제2형 주조직 적합성 복합체에 있던 펩타이드 조각이 세포 외부로 나타나게 된다. 이처럼 펩타이드 조각이 세포 외부로 표출되는 것을 항원전달이라고 한다. 이제 비로소 펩타이드 조각이 T세포에 의해 인식될 수 있게 된 것이다. 
제2형 주조직 적합성 복합체에 있는 펩타이드 조각은, 체내에 있는 수많은 T세포에 의해 인식될 수 있게 된다. 즉, T세포 수용체가 제2형 주조직 적합성 복합체와 결합을 시도하게 되는데, 이때 어느 펩타이드가 제2형 주조직 적합성 복합체 위에 있느냐에 따라 T세포 수용체와의 결합 강도가 정해진다. 만약 충분히 강한 결합이 형성되면, T세포는 비로소 활성화되어, 여러 사이토카인을 분비하여 면역 반응을 일으키게 된다. 
위와 같이 항원제시세포에 의해 제시되어 T세포를 활성화시킬 수 있는 모든 펩타이드 조각을 항원이라고 정의한다. 
항원제시세포가 세포내이입을 한 후 리소좀에서 분해되는 단백질 조각은 특별한 특징이 있는 것이 아니라, 세포 외부에 있는 단백질 조각은 구별없이 세포내이입된다. 따라서 자신의 체내에서 만들어진 펩타이드 조각도 제2급 주조직 적합성 복합체 위로 항원제시된다. 그러나 이렇게 개체 자신의 펩타이드가 항원제시되어도 T세포를 활성화시킬 수 없는 이유는 바로 T세포의 분화과정에 있다. T세포는 성숙 단계를 거치면서 만들어지는데, 그 과정 속에서 자신의 펩타이드를 항원의 펩타이드로 인지하는 T세포는 모두 죽는다. 그렇기 때문에 살아 있는 T세포 중에서 자신의 펩타이드를 인식하는 것은 없다. 이처럼 자신의 펩타이드를 인식하는 T세포가 모두 죽는 것을 음성 선택(negative selection)이라고 한다. 만약 자신의 체내에서 만들어진 펩티드를 인식하는 T세포가 제대로 죽지 않았다면, 즉, 면역관용이 제대로 일어나지 않았다면, 면역 세포들이 자신의 몸 안에 있는 세포들을 공격하게 되는데, 이것이 바로 자가면역질환이다. 